# Final Fantasy VII: Snowboarding
Final Fantasy VII: Snowboarding es parte del proyecto de la compañía de videojuegos Square Enix llamada Compilation of Final Fantasy VII, cuyo objetivo es completar y ampliar la historia de Final Fantasy VII, videojuego lanzado en 1997 para PlayStation. 
Final Fantasy VII: Snowboarding es un juego para móviles LG VX8000, LG VX8100, Audiovox 8940 y Samsung A890, por el momento este juego no se encuentra en Europa. 
Este minijuego se encuentra tras estar en Icicle, cuando Cloud ve que no puede salir del pueblo por los soldados de Shinra. Tras estos hechos el juego se puede encontrar en las recreativas de Gold Saucer.
El protagonista del juego es Cloud Strife, y el objetivo es bajar la montaña en snowboard, esquivando mogoles, haciendo trucos en rampas y recogiendo los globos.